# 塞厄斯康西特 (麻薩諸塞州)
塞厄斯康西特（英語：Siasconset）是位於美國麻薩諸塞州南塔克特縣的一個普查規定居民點。

## 人口
根據2020年美國人口普查的數據，塞厄斯康西特的面積為6.83平方千米，當中陸地面積為5.77平方千米，而水域面積為1.06平方千米。當地共有人口205人，而人口密度為每平方千米30.01人。